# 이사카노쓰보네
이이사카노츠보네(일본어: 飯坂局 いいさかのつぼね[*], 에이로쿠 12년 (1569년) - 간에이 11년 7월 17일 (1634년 8월 10일))는 다테 마사무네의 측실이다. 다테 히데무네의 생모 (이설있음)이고, 다테 무네키요의 양모 (이설있음)이다. 다른 이름으로는 마츠모리노츠보네(松森の局), 요시오카노츠보네(吉岡の局)이다.
이이사카성 성주 이이자카 우콘 무네야스의 차녀로 태어나, 다테 마사무네의 측실이 되어, 요네자와성에 들어가 "이이사카노츠보네"로 불리게 된다. 1591년, 히데무네를 낳았다. 같은 해 (혹은 1594년), 요네자와에서 마츠모리로 옮겨 은거해, "마츠모리노츠보네"로 불리게 되었다. 1604년, 생모 신조노카타를 잃은 마사무네의 3남 무네키요의 양모가 되어, 이듬해 친정인 이이사카가를 잇게했다. 1616년, 무네키요가 요시오카성 성주가 되자, 그에 따라 요시오카로 옮겨, "요시오카노츠보네"로 불리게 되었다. 1634년, 66세의 나이로 사망하여 요시오카의 텐노지에 묻혔다.
그러나, 히데무네의 생모는 신조노카타로 알려져 있거나, 무네키요가 이이사카노츠보네의 친자로 여겨지고 있다는 등, 사료에 따라 편차가 있어 현재로서는 분명하지 않다.
『寛政重修諸家譜』에는 히데무네, 무네키요의 생모로 되어있다.

## 같이 보기
- 타이와정
- 독안룡 마사무네 (NHK대하드라마) - 네코고젠은 신조노카타와 이이사카노츠보네 두 사람을 모델로 해서 만든 캐릭터